# Kanton Montesquiou
Kanton Montesquiou (fr. Canton de Montesquiou) je francouzský kanton v departementu Gers v regionu Midi-Pyrénées. Skládá se ze 17 obcí.

## Obce kantonu
- Armous-et-Cau
- Bars
- Bassoues
- Castelnau-d'Anglès
- Courties
- Estipouy
- Gazax-et-Baccarisse
- L'Isle-de-Noé
- Louslitges
- Mascaras
- Monclar-sur-Losse
- Montesquiou
- Mouchès
- Peyrusse-Grande
- Peyrusse-Vieille
- Pouylebon
- Saint-Christaud